# Cabassous tatouay
Cabassous tatouay är en däggdjursart som först beskrevs av Anselme Gaëtan Desmarest 1804.  Cabassous tatouay ingår i släktet nakensvansade bältor och familjen Dasypodidae. IUCN kategoriserar arten globalt som livskraftig. Inga underarter finns listade.
Det svenska trivialnamnet större nakensvansbälta förekommer för arten.
Artepitet i det vetenskapliga namnet är hämtat från ett språk som talades av en inhemsk folkgrupp men det dokumenterades inte från vilken folkgrupp.

## Utseende
Individer som undersöktes i en studie från 1992 hade en kroppslängd (huvud och bål) mellan 41 och 49 cm samt en svanslängd mellan 15 och 20 cm. Arten saknar fram- och hörntänder. Den har i varje käkhalva av över- och underkäken 8 till 9 likformiga kindtänder. Hos Cabassous tatouay förekommer liksom hos andra arter av samma släkte ett pansar på ryggen och på huvudet.
Arten har stora trattformiga öron och väger i genomsnitt 5,35 kg. Pansarets färg varierar mellan brun och svart och håren på andra kroppsdelar har en grå färg. Vid framtassarna förekommer fem tår som är utrustade med kraftiga klor.

## Utbredning och habitat
Denna bälta förekommer i centrala och södra Brasilien samt i angränsande regioner av Paraguay, Argentina och Uruguay. Habitatet utgörs av tropiska skogar i låglandet och i låga bergstrakter. Cabassous tatouay uppsöker även jordbruksmark.

## Ekologi
Arten bygger korta underjordiska bon som ibland ligger i termitstackar. Ofta används dessa jordhålor av andra djur efter att bältan vandrade vidare. Cabassous tatouay äter främst myror och termiter samt andra ryggradslösa djur. När den känner sig hotad försöker den fly och sedan gräver den in sig. Den kan även simma för att rädda sig undan en fiende. Individerna är aktiva mellan skymningen och gryningen.
Honor har en kull med en unge per år. Annars antas fortplantningssättet och livslängden vara lika som hos andra medlemmar av samma släkte.